# Echinodorus pubescens
Echinodorus pubescens là một loài thực vật có hoa trong họ Alismataceae. Loài này được (Mart. ex Schult.f.) Seub. ex Warm. mô tả khoa học đầu tiên năm 1872.